# Эккардт, Фридрих
Замуэль Фридрих Лукас фон Эккардт (нем. Samuel Friedrich Lucas von Eckardt; 18 [29] октября 1759, Берлин — 22 февраля [6 марта] 1806, Рига) — немецкий поэт.

## Биография
Уроженец Берлина. Служил в армии, сначала прусской, потом австрийской. Живя в Вене, написал несколько драматических произведений: «Die Schwäger», «Wer wird sie kriegen», «Die abgebrannten». 
В 1785 году переселился в Ригу и занял место архивариуса при Лифляндском губернском управлении, не покидая литературной деятельности. Полученные им одновременно два печальных известия подействовали на него удручающим образом: он решился на самоубийство и утопился в Двине.